# Pocatello (jefe shoshone)
Pocatello (conocido en shoshoni como Tondzaosha) (1815 — octubre de 1884) fue un líder shoshone, un pueblo de nativos americanos en el oeste de América del Norte. Llevó a los ataques contra los primeros colonos durante una época de aumento de los conflictos entre los colonos y los nativos americanos. Después de hacer la paz con los Estados Unidos, se trasladó a su pueblo a su actual reserva en Idaho y condujo a los Shoshone durante su lucha por sobrevivir después de su reubicación. La ciudad de Pocatello, Idaho se llama en su honor.

## Biografía
Pocatello nació en 1815. Fue el líder en el momento de la llegada de los Estados Unidos a Utah a finales de 1840. En la década de 1850 condujo a una serie de ataques contra los emigrantes en el territorio de Utah a lo largo de la ruta de Oregón. Se ganó una reputación entre los líderes mormones y los agentes indios como líder de una banda de nativos americanos. Brigham Young, el líder de los mormones, intentó una política de reconciliación y el apaciguamiento de los Shoshone, pero la llegada del Ejército de los Estados Unidos en el Territorio de Utah en 1858 exacerbó las tensiones entre los emigrantes y los Shoshone.
En enero de 1863, Pocatello recibió un aviso anticipado el avance de las tropas del ejército de Estados Unidos desde Fort Douglas al mando del coronel Patrick Edward Connor, que había establecido a "castigar" a los Shoshone. Pocatello fue capaz de sacar a su pueblo del peligro del Ejército, evitando así la catástrofe de la Masacre de Bear River. Pocatello pidió la paz después de la búsqueda del Ejército. Pocatello acordó cesar sus ataques contra los emigrantes de la ruta de Oregón y los colonos de Idaho del Sudeste si el gobierno proporcionaría una compensación por el juego y la tierra apropiado por estos intrusos en el territorio ancestral de la tribu. Con el Tratado de Fort Bridger de 1868, el jefe accedió a relocalizar a su pueblo a la reserva india Fort Hall a lo largo del río Snake. Aunque el gobierno de Estados Unidos había prometido $ 5,000 en el suministro anual, el alivio llegó rara vez, obligando a continuar el sufrimiento y la lucha entre los Shoshone.
En 1875, frente a la inanición de su pueblo, Pocatello les llevó a la granja del misionero mormón de George Hill en Corinne, Utah, con la esperanza de que una conversión en masa de su pueblo a mormonismo aliviaría el sufrimiento de su pueblo. Aunque los misioneros de buen grado bautizados los Shoshone, la población local de los colonos blancos no recibió a los Shoshone abiertamente y se agitaron durante su expulsión. En respuesta, el Ejército de Estados Unidos obligó a los Shoshone para volver a la Reserva de Fort Hall.
A finales de la década de 1870 Pocatello concedió un derecho de paso a Jay Gould para extender el ferrocarril de Utah y el Norte a través de la reserva india de Fort Hall. La extensión del ferrocarril fue motivado por la creciente ola de colonos en el territorio de Idaho tras el descubrimiento de oro. La ciudad de Pocatello, Idaho, fundada a lo largo de la vía férrea durante este tiempo, se le nombró en honor a él.
Después de su muerte en 1884, el cuerpo de Pocatello fue enterrado en un profundo muelle en Idaho junto con su ropa, armas, cuchillos, y el equipo de la caza. Dieciocho caballos también fueron sacrificados y se ponen en el muelle en la parte superior de su cuerpo.

## El nombre Pocatello
En 1918 John Rees publicó una lista de los nombres de lugar Idaho llamada la nomenclatura de Idaho. Su derivación de Pokatello incluido "po" carretera "ka" no, y "Tello" a seguir, y Rees ofreció el significado, Él no sigue el camino, se hace referencia al jefe de los "hábitos furtivos y redadas de ladrones". Una referencia anterior a Pocataro se produjo en 1859, cuando FW Lander, Superintendente del Camino del Carro de tierra de EE. UU., se reunió con el Jefe Pocatello y arregló su liberación de la custodia del Ejército de Estados Unidos. El lingüista Sven Liljeblad cree que el encuentro de Lander con el jefe Pocatello fue la primera referencia al nombre. Liljeblad refutó¡ la derivación silábica que John Rees hizo del nombre, razonando de que Rees había simplemente conectado raíces Shoshoni no relacionadas. Liljeblad concluyó que Pocatello no era ni siquiera una palabra shoshoni. La hija del jefe de Pocatello, Jeanette Lewis, confirmó que el nombre no tenía ningún significado en el idioma shoshoni, y que el jefe se refería a sí mismo como Tondzaosha, que significa piel de búfalo.